# Championnat de Polynésie française de football 2018-2019
Navigation
Saison précédente Saison suivante
La saison 2018-2019 du Championnat de Polynésie française de football est la soixante-douzième édition du championnat de première division en Polynésie française. Les dix meilleurs clubs de Polynésie sont regroupés au sein d'une poule unique, la Ligue Mana, où ils s'affrontent à trois reprises au cours de la saison. Le dernier est relégué en Division 2 tandis que l'avant-dernier affronte le vice-champion de Division 2 en barrage de promotion-relégation.
C'est l’AS Vénus qui est sacrée champion de Polynésie cette saison après avoir terminé en tête du classement final, avec un seul point d'avance sur l'AS Tiare Tahiti et six sur l'AS Tefana. C'est le dixième titre de champion de Polynésie française de l’histoire du club, le premier depuis 2002.
La sélection de Tahiti U19 ne prend pas part au championnat cette saison. Ce retrait permet à l'AS Tiare Tahiti de pouvoir s'engager en première division.

## Qualifications continentales
Le champion de Polynésie française et son dauphin obtiennent chacun leur billet pour la phase de poules de la Ligue des champions de l'OFC 2020.

## Les clubs participants
- AS Pirae
- AS Tefana
- AS Vénus
- AS Dragon
- AS Taiarapu FC
- AS Manu-Ura
- JS Arue - Promu de Division 2
- Association sportive jeunes tahitiens - Promu de Division 2
- AS Tiare Tahiti - Promu de Division 2
- AS Central Sports

## Compétition

### Première phase
Le barème utilisé pour établir le classement est le suivant :
- Victoire : 4 points
- Match nul : 2 points
- Défaite : 1 point

En cas d'égalité de points, ce sont les résultats des confrontations directes qui sont prises en compte.
Les clubs peuvent obtenir des points de bonus en remplissant certaines conditions concernant les entraîneurs et les arbitres.
| Rang | Équipe                                | Pts | J  | G  | N | P  | Bp | Bc  | Diff |
| ---- | ------------------------------------- | --- | -- | -- | - | -- | -- | --- | ---- |
| 1    | AS Vénus                              | 86  | 27 | 17 | 8 | 2  | 78 | 29  | +49  |
| 2    | AS Tiare TahitiP                      | 85  | 27 | 18 | 4 | 5  | 76 | 37  | +39  |
| 3    | AS Tefana                             | 80  | 27 | 16 | 5 | 6  | 73 | 41  | +32  |
| 4    | AS Pirae                              | 79  | 27 | 16 | 4 | 7  | 91 | 46  | +45  |
| 5    | AS Central SportsT                    | 76  | 27 | 14 | 7 | 6  | 89 | 48  | +41  |
| 6    | AS Dragon -2                          | 65  | 27 | 12 | 4 | 11 | 64 | 62  | +2   |
| 7    | AS Manu-Ura                           | 63  | 27 | 10 | 6 | 11 | 48 | 46  | +2   |
| 8    | Association sportive jeunes tahitiens | 46  | 27 | 5  | 4 | 18 | 40 | 68  | -28  |
| 9    | JS ArueP                              | 35  | 27 | 2  | 2 | 23 | 28 | 128 | -100 |
| 10   | AS Taiarapu FC                        | 35  | 27 | 2  | 2 | 23 | 43 | 125 | -82  |

|  | Qualification pour la Ligue des champions de l'OFC 2020 |
|  | Participation au barrage de promotion-relégation        |
|  | Relégation directe en Division 2                        |
|  | T : Tenant du titre P : Promu de Division 2             |

### Barrage de promotion-relégation
| Équipe 1 | Résultat | Équipe 2                 |
| -------- | -------- | ------------------------ |
| JS Arue  | 2 - 4    | (D2) Olympique de Mahina |

- L'Olympique de Mahina prend la place de la JS Arue en Ligue Mana.

## Bilan de la saison
| Championnat de Polynésie française de football 2018-2019 |                      |
| Champion                                                 | AS Vénus (10e titre) |
| Qualifications continentales                             |                      |
| Ligue des champions de l'OFC 2020                        | AS Vénus             |
| Ligue des champions de l'OFC 2020                        | AS Tiare Tahiti      |
| Promotions et relégations                                |                      |
| Promus en Ligue Mana                                     | Olympique de Mahina  |
| Promus en Ligue Mana                                     | AS Taravao AC        |
| Relégués en Division 2                                   | AS Taiarapu FC       |
| Relégués en Division 2                                   | JS Arue              |